# Illice rubricollis
Illice rubricollis là một loài bướm đêm thuộc phân họ Arctiinae, họ Erebidae.